# اچ‌ام‌اس وایلد سوان (دی۶۲)
اچ‌ام‌اس وایلد سوان (دی۶۲) (به انگلیسی: HMS Wild Swan (D62)) یک کشتی بود که طول آن ۳۰۰ فوت (۹۱ متر) بود. این کشتی در سال ۱۹۱۹ ساخته شد.